# Gloria (альбом)
«Gloria» — п'ятий студійний альбом українського гурту Океан Ельзи, виданий у 2005 році лейблом Lavina Music. Платівка розійшлася тиражем в понад 105000 екземплярів. «Gloria» став першим альбомом Океану Ельзи у «новому» складі: Святослав Вакарчук, Денис Глінін (лише ці двоє залишилися з початкового складу гурту), Мілош Єліч, Денис Дудко, Петро Чернявський.

## Композиції
Автор музики і слів — Святослав Вакарчук. 
| #     | Назва              | Тривалість |
| ----- | ------------------ | ---------- |
| 1.    | «Перша пісня»      | 3:45       |
| 2.    | «Ти і я»           | 3:29       |
| 3.    | «Вище неба»        | 3:59       |
| 4.    | «Сонце сідає»      | 3:10       |
| 5.    | «Ніколи»           | 3:19       |
| 6.    | «Тінь твого тіла»  | 3:15       |
| 7.    | «Без бою»          | 4:19       |
| 8.    | «GLORIA»           | 3:26       |
| 9.    | «Відчуваю»         | 4:16       |
| 10.   | «Ікони не плачуть» | 4:12       |
| 11.   | «Як останній день» | 2:54       |
| 12.   | «Не питай»         | 2:54       |
| 42:40 |                    |            |